# Pattaya Blatt
Pattaya Blatt ist eine deutschsprachige Zeitung in Thailand, die seit dem 7. Juli 2002 jede Woche erscheint. Neben dem Großraum Pattaya ist sie unter anderem auch in Chiang Mai und Bangkok erhältlich. Pattaya Blatt wird zusammen mit Pattaya Mail und Chiangmai Mail über das Unternehmen Pattaya Mail Publishing Co., Ltd. vertrieben und zählt mit einer Auflage von etwa 5.000 Exemplaren zu den meistgekauften deutschsprachigen Wochenzeitungen Südostasiens. Die Druckausgabe ist inzwischen eingestellt worden und es gibt nur noch eine Online-Seite.